# پلی به‌سوی ترابیتیا
پلی به سوی ترابیتیا فیلمی در ژانر درام فانتزی به کارگردانی گابور چسوپو محصول سال ۲۰۰۷ آمریکا است. این فیلم از روی رمان پلی به سوی ترابیتیا نوشتهٔ کاترین پترسون اقتباس شده‌است. پلی به سوی ترابیتیا برای ۷ جایزه هنرمند جوان نامزد و در نهایت موفق به بردن ۵ جایزه شد.

## خلاصه
موضوع فیلم پیرامون پسر بچه‌ای ۱۱ ساله به نام جسی ارانز (جاش هاچرسون) است که دارای مشکلات عدیده خانوادگی است و در مدرسه با لزلی (آناسوفیا راب) آشنا می‌شود که دارای وضعیت خانوادگی برعکس وی است. در ابتدا جسی علاقه‌ای به ایجاد ارتباط با وی نشان نمی‌دهد اما مشترکات دو طرف سبب نزدیکی بیشتر طرفین و ایجاد داستان فانتزی فیلم می‌شود.